# Final Fantasy: Unlimited
Final Fantasy: Unlimited (FF:U ～ファイナルファンタジー:アンリミテッド～, FF:U ~Fainaru Fantajī: Anrimiteddo~) é uma anime baseada na série de videojogos Final Fantasy da Square Enix.
Final Fantasy: Unlimited incorpora tanto animação em 2D como 3D, e tira partido de elementos da série Final Fantasy introduzindo várias referências na anime. A ADV Films obteve licenciamento para explorar a série de televisão na América do Norte e no Reino Unido, vendendo sete volumes de vídeos em DVD. A banda sonora de Final Fantasy: Unlimited After 2 começou a ser vendida a partir de 2003. O anime continuou com o seu enredo noutros meios de comunicação, como a radio e em novelas.

## História
A história narra a aventura de Ai e Yu Hayakawa, dois gémeos de doze anos que viajam até ao País das Maravilhas, uma [dimensão paralela] misteriosa, à procura dos seus pais desaparecidos. Pelo caminho encontram Lisa Pacifist, membro da C2 Organization, Kaze, um ser de incrível poder, e muitas outras personagens.

## Episódios
| Fase   | Episódio | Título em inglês                               | Título em japonês                                                 |
| ------ | -------- | ---------------------------------------------- | ----------------------------------------------------------------- |
| Fase 1 | 01       | Wonderland: Journey into the Darkness          | 異界 -やみへのたびだち- (Ikai: Yami e no Tabidachi)               |
| Fase 1 | 02       | Magun: Man of the Black Wind                   | 魔銃 -くろきかぜのおとこ- (Magan: Kuroki Kaze no Otoko)           |
| Fase 1 | 03       | Fruit: The Town of Sweet Scent                 | 果実 -あまいかおりのまち- (Kajitsu: Amai Kaori no Machi)          |
| Fase 1 | 04       | Makenshi: The White Etude                      | 魔剣士 -しろきエチュード- (Makenshi: Shiroki Echūdo)              |
| Fase 2 | 05       | Cid: The Adventure of the Underground Waterway | シド -ちかすいみゃくのぼうけん- (Shido: Chikasuimyaku no Bousen)  |
| Fase 2 | 06       | Kigen Arts: The Saviour of Souls               | 氣現術 -いのちまもるもの- (Kigenjutsu: Inochi Mamorumono)         |
| Fase 2 | 07       | Subway: Enemy of the Dimensional Tunnel        | 地下鉄 -じげんトンネルのてき- (Chikatetsu: Jigen Tonneru no Teki) |
| Fase 2 | 08       | Soil: The Heart of the Magun                   | ソイル -マガンのしんぞう- (Soiru: Magan no Shinzō)                |
| Fase 3 | 09       | Oscha: The Endless Project                     | オスカー -おわりなきしごと- (Osukā: Owarinaki Shigoto)            |
| Fase 3 | 10       | Mansion: The Memory of Sagiso                  | 屋敷 -サギソウのおもいで- (Yashiki: Sagisō no Omoide)             |
| Fase 3 | 11       | Ciel: The Departure of Chocobo                 | シエル -チョコボとのわかれ- (Shieru: Chokobo to no Wakare)        |
| Fase 3 | 12       | Fungus: Eternal Life                           | フングス -えいえんのいのち- (Fungusu: Eien no Inochi)             |
| Fase 4 | 13       | Meteor: Abominable Memory                      | メテオ -いまわしききおく- (Meteo: Imawashiki Kioku)               |
| Fase 4 | 14       | Omega: Reunion and Departure                   | オメガ -さいかいとたびだち- (Omega: Saikai to Tabidachi)          |
| Fase 4 | 15       | Jane: The Moving Ocean Puzzle                  | ジェーン -うごきだすうみパズル- (Jēn: Ugokidasu Umi Pazuru)       |
| Fase 4 | 16       | Kigen Dragon: Behind the Smile                 | 氣現獣 -えがおのむこうに- (Kigenjū: Egao no Mukō ni)              |
| Fase 5 | 17       | Frog: The Smallest Great Adventure             | カエル -ちっちゃなだいぼうけん- (Kaeru: Chicchana Daibōken)       |
| Fase 5 | 18       | Madoushi: The Battle of Kiri and Kumo          | 魔道士 -きりとくものたいけつ- (Madōshi: Kiri to Kumo no Taiketsu) |
| Fase 5 | 19       | Ai: Meeting with Clear                         | アイ -クリアとのであい- (Ai: Kuria to no Deai)                    |
| Fase 6 | 20       | Yu: The Secret of Gaudium                      | ユウ -ガウディウムのひみつ- (Yū: Gaudiumu no Himitsu)             |
| Fase 6 | 21       | Cactus: The Wandering Sea                      | サボテン -さまよえるうみ- (Saboten: Samayoeru Umi)                |
| Fase 6 | 22       | Moogle: Long Lost Memories                     | モーグリ -なつかしいおもいで- (Mōguri: Natsukashī Omoide)         |
| Fase 7 | 23       | Teros: In Search of Flying Water               | テロス -とびみずをめざして- (Terosu: Tobimizu o Mezashite)        |
| Fase 7 | 24       | Chaos: The Earl Unveiled                       | 混沌 -はくしゃくのしょうたい- (Konton: Hakushaku no Shōtai)       |
| Fase 7 | 25       | Kaze: The Glory of Life                        | 風 -いのちかがやくとき- (Kaze: Inochi Kagayaku Toki)              |

## Recepção
A série foi classificada em 18º lugar por voto popular para o Top 20 Anime no Japão para o mês de novembro de 2001.